# Lluís Montanyà i Angelet
Lluís Montanyà i Angelet (Barcelona, 23 de març de 1903 - Ginebra, 21 de març de 1985) fou un escriptor i periodista català.
Va ser promotor de l'avantguardisme a Catalunya des de la redacció de L'Amic de les Arts, on inicià la seva tasca com a crític periodístic el 1926, i les seves col·laboracions a La Publicitat, Mirador i Revista de Catalunya. El 1928 va signar amb Salvador Dalí i Sebastià Gasch el Manifest groc. També publicà els Fulls Grocs amb Sebastià Gasch i Guillem Díaz-Plaja i Contestí. També va fer amistat amb Federico García Lorca quan va visitar Barcelona.
En acabar la guerra civil espanyola s'exilià i des del 1939 residí a Ginebra, on hi treballà com a traductor de les Nacions Unides. Des de l'èxode de la Guerra Civil, el 1938, durant el seu exili, deixà d'escriure, definitivament, a excepció d'un únic article, sobre Jacint Verdaguer, en el setmanari francès Les Lettres Françaises. El 1977 publicà Notes sobre el Superrealisme i altres escrits, un recull dels seus escrits.

## Llibres publicats[6]
- Manifest Groc (1928) - (Gènere: Investigació i divulgació)
- Notes sobre el superrealisme i altres escrits - Barcelona: Edicions 62 - (1977) - (Gènere: Estudis literaris)
- Defensa de l'avantguardisme - Barcelona: A Contra Vent - (2010) - (Gènere: Estudis literaris)